# Puntas del Parao
Puntas del Parao ist eine Ortschaft in Uruguay.

## Geographie
Sie befindet sich im nördlichen Teil des Departamento Treinta y Tres in dessen Sektor 4 in der Cuchilla Guazunambí an der Grenze zum Nachbardepartamento Cerro Largo. Puntas del Parao liegt am Ufer des Arroyo del Parao, der wenige Kilometer südlich des Ortes entspringt. Die nächstgelegene größeren Ansiedlungen in südlicher Richtung sind im Südosten Vergara und Mendizábal, in südwestlicher Richtung Isla Patrulla sowie im Nordwesten Cerro de las Cuentas. Einige Kilometer nordöstlich bzw. nordwestlich befinden sich Arbolito und Cerro de las Cuentas. Unweit westlich des Ortes, bereits auf dem Gebiet Cerro Largos, entspringt der Río Tacuarí.

## Infrastruktur
Nahe dem Ort führt der Camino Cuchilla Grande vorbei.

## Einwohner
Puntas del Parao hatte bei der Volkszählung im Jahre 2011 16 Einwohner, davon fünf männliche und elf weibliche.
| Jahr | Einwohner |
| ---- | --------- |
| 1996 | -         |
| 2004 | 49        |
| 2011 | 16        |

Quelle: Instituto Nacional de Estadística de Uruguay